# Adam Henryk Toruńczyk
Adam Henryk Toruńczyk (ur. 21 października 1945 w Warszawie) – polski matematyk, profesor nauk matematycznych. Specjalizuje się w topologii. Profesor zwyczajny w Instytucie Matematyki Wydziału Matematyki, Informatyki i Mechaniki Uniwersytetu Warszawskiego oraz w Instytucie Matematycznym PAN.

## Życiorys
W 1963 zdobył brązowy medal w Międzynarodowej Olimpiadzie Matematycznej. Absolwent VI Liceum Ogólnokształcącego im. Tadeusza Reytana w Warszawie (1963). Studia matematyczne ukończył na Uniwersytecie Warszawskim. Pracę doktorską pt. K-szkielety i zbiory pochłaniające w zupełnych przestrzeniach metrycznych, napisaną pod kierunkiem Czesława Bessagi, obronił w Instytucie Matematycznym PAN w 1971. Habilitował się tamże dwa lata później (w 1973) na podstawie oceny dorobku naukowego i pracy pt. Gładkie podziały jedynki nieośrodkowych przestrzeni Banacha i produkty AR-ów przez przestrzenie liniowe unormowane. W 1981 otrzymał tytuł profesora nadzwyczajnego, zaś w 1989 profesora zwyczajnego. W latach 1992–1998 był zastępcą dyrektora ds. naukowych IM PAN. W topologicznej teorii przestrzeni nieskończenie wymiarowych uzyskał przełomowe wyniki, które w tej teorii są wśród najbardziej podstawowych.
Swoje prace publikował w takich czasopismach jak m.in. „Fundamenta Mathematicae”, „Topology and its Applications”, „Studia Mathematica”, „Israel Journal of Mathematics” oraz „Proceedings of the American Mathematical Society”.
Od 1985 jest członkiem nadzwyczajnym, od 1993 członkiem zwyczajnym Towarzystwa Naukowego Warszawskiego.
W 1973 otrzymał Nagrodę im. Stefana Banacha, w 1984 Nagrodę Państwową I stopnia, w 1994 Nagrodę Fundacji im. Alfreda Jurzykowskiego,  w 2013 Medal im. Wacława Sierpińskiego. W 1983 roku wygłosił wykład sekcyjny na Międzynarodowym Kongresie Matematyków w Warszawie.
Jest synem Henryka Toruńczyka i Romany Toruńczyk oraz bratem Barbary Toruńczyk.